# 南阿幸駅
南阿幸駅（みなみおこうえき）は、樺太本斗郡本斗町に存在した樺太庁鉄道西海岸線の駅。

## 歴史
- 1936年（昭和11年）9月1日：開業[1]。
- 1941年（昭和16年）12月1日：駅休止。
- 1943年（昭和18年）4月1日：南樺太の内地化により、鉄道省に移管。同時に駅廃止。

## 駅名の由来
当駅の所在する地名からであり、地名はアイヌ語の「オ・コッ」（窪地（谷間、沢）のある所）、「オコー」（高い所）による。

## 隣の駅
樺太庁鉄道
西海岸線
遠節駅 - 南阿幸駅 - 阿幸駅